# Дощові ліси східного узбережжя Австралії
Дощові ліси східного узбережжя Австралії (англ. Gondwana Rainforests of Australia) — об'єкт Світової спадщини ЮНЕСКО. Розташований на східному узбережжі материкової частини Австралії, на межі між штатами Новий Південний Уельс і Квінсленд.

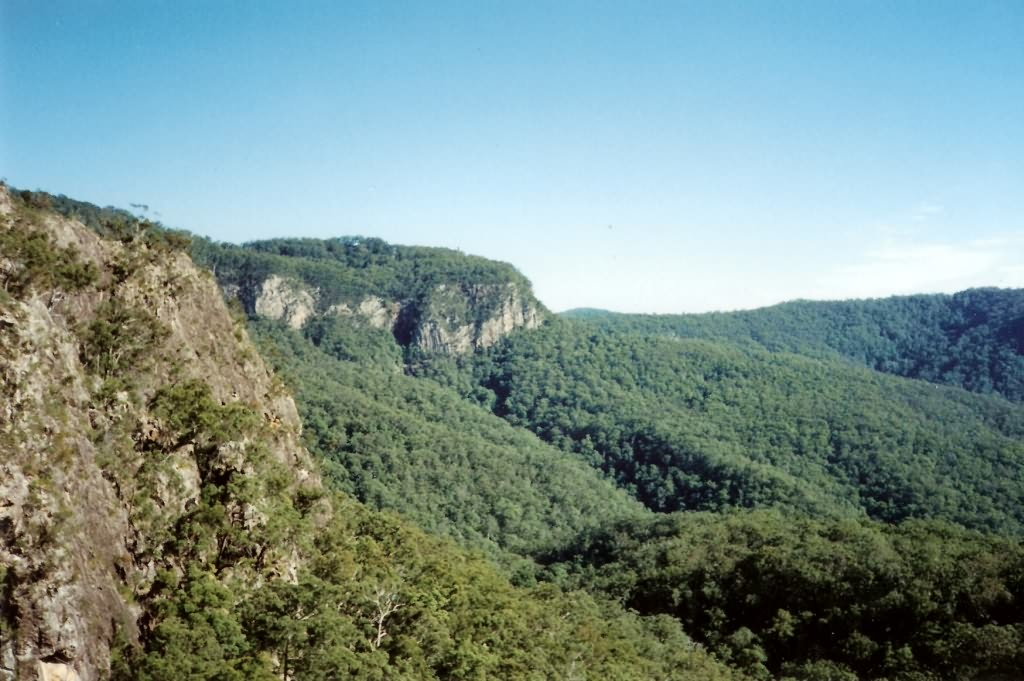
Національний парк Ламінгтона

Включений у список всесвітньої спадщини у 1986 році (розширений в 1994 році) під назвою «Парки помірних і субтропічних лісів австралійського східного узбережжя» (англ. Australian East Coast Temperate and Subtropical Rainforest Parks). Тоді він включав у себе 16 ділянок дощових лісів на території Нового Південного Уельсу (площа близько 203 500 га). У 1994 році об'єкт був розширений: до нього включили ще 40 об'єктів, більшість з яких були розташовані на території штату Квінсленд. У період між 1994—2007 роком він мав назву «Заповідники тропічних лісів Східно-Центральної Австралії» (англ. Central Eastern Rainforest Reserves).
Наразі на його території розташовано близько 50 окремих заповідників, розташованих між австралійськими містами Ньюкасл і Брисбен. Всі вони тягнуться на 500 км уздовж Великого Вододільного хребта у східній частині штату Новий Південний Уельс і південній частині Квінсленду, а сам об'єкт являє собою скупчення численних ділянок дощових лісів, які оточені евкаліптовими лісами та сільськогосподарськими угіддями. Дощові ліси східного узбережжя Австралії є найбільшими субтропічними дощовими лісами у всьому світі. Загальна площа об'єкта становить близько 370 тисяч га.

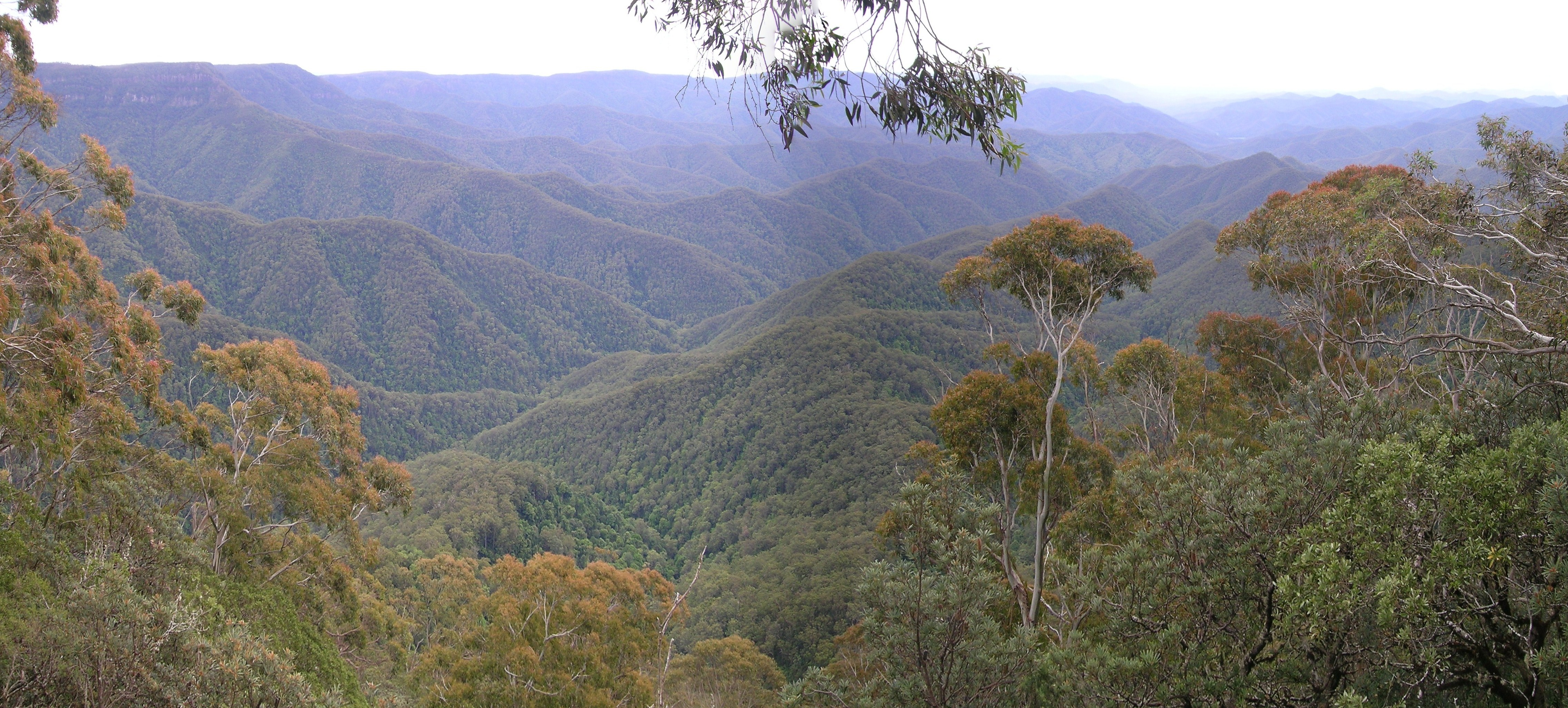
Національний парк «Нова Англія»

З наукової точки зору, вони мають важливе значення, так як являють собою величезне скупчення стародавньої рослинності Австралії, що сформувалася в час, коли сучасний материк був ще частиною суперконтиненту Гондвана. Рельєф місцевості, на якій розташувалися ліси, різноманітний. Він включає у себе численні ущелини, прадавні вулкани, водоспади, річки.
Світ флори і фауни дуже багатий: у лісах зареєстровано близько половини всіх родин австралійських рослин і приблизно третина австралійських видів ссавців і птахів (при тому, що ліси займають лише 0,3 % всієї площі материкової частини Австралії).